# Roseau
Roseau (kreolsko Wozo) je glavno mesto Dominike in s približno 15.000 prebivalci (po popisu leta 2011) največje naselje v tej karibski otoški državi. Stoji ob obali Karibskega morja na zahodni, zavetrni strani otoka pri izlivu istoimenske reke.
Je administrativno središče države z glavnim pristaniščem, ki je osrednja točka za izvoz pridelkov (predvsem banan) in dišavnih olj. V mestnem jedru je ohranjena francoska kolonialna arhitektura iz 18. stoletja; med pomembnejšimi znamenitostmi so katoliška stolnica, vladna palača, botanični vrt in hotel Fort Young, ki je urejen v nekdanji britanski utrdbi iz leta 1770. Leta 2007 je bil s kitajsko donacijo v bližini postavljen nogometni stadion Windsor Park.

## Zgodovina
Pred prihodom Evropejcev je bila na kraju, kjer sedaj stoji Roseau, staroselska vasica Sairi. Francozi so leta 1635 razglasili posest nad otokom, a ga še niso naselili zaradi dogovora z Britanci. Leta 1715 so prišli prvi francoski naseljenci, ki so poimenovali kraj po tamkajšnjem obvodnem rastlinju. Razvil se je okrog pristanišča in osrednje tržnice. Leta 1763 je Dominika prešla pod britansko oblast po določilih pariškega sporazuma, s katerim se je končala sedemletna vojna.
Francozi so po tistem večkrat neuspešno poskušali znova zavzeti otok, jim je pa leta 1805 uspelo povsem požgati mesto, ki so ga Britanci preimenovali v Charlotte Town. Britanski vpliv v 19. stoletju se je med drugim kazal v bolj geometričnem vzorcu ulic novih sosesk, tako kot Francozi pa so tudi oni uvažali sužnje iz Afrike za delo na plantažah, tako da je zdaj večina prebivalstva mesta in preostanka države afriškega porekla. Po razglasitvi neodvisnosti leta 1978 je Roseau postal glavno mesto nove države.
Otok leži na območju, ki ga pogosto prečkajo tropski cikloni in glavno mesto je v 250 letih prizadelo skoraj 50 hurikanov, od tega več kot 20 takšnih, ki jih klasificiramo kot hujše. Med pomembnejšimi so bili tisti leta 1772, ki je potopil 18 trgovskih ladij v pristanišču in načel več kamnitih utrdb, tisti leta 1806, ki je prestavil tok reke Roseau in povsem poplavil mesto, ter hurikana David in Allen v letih 1979 ter 1980, kmalu po razglasitvi neodvisnosti, ko je bila med drugim uničena infrastruktura glavnega letališča v Dominiki.